# Чэнь Бода
Чэнь Бода́  (кит. трад. 陳伯達, упр. 陈伯达, пиньинь Chén Bódá, 29 июля 1904 — 20 сентября 1989) — китайский политический деятель, один из идеологов Коммунистической партии Китая в 1940—1960-х годах. Играл одну из ведущих ролей в «Культурной революции» 1965—1975 годов.

## Биография

### Партийная карьера
Чэнь Бода родился в 1904 году в провинции Фуцзянь в бедной крестьянской семье. О его юности почти ничего не известно. Он окончил Цзимэйскую среднюю школу для бедных, и возможно учительскую школу при начальной школе. Чэнь Бода удалось продолжить образование он окончил Шанхайский рабочий университет. Служил в армии генерала Чжан Чжэня, стал его личным секретарем, участвовал в организации Северного похода 1926 — 1927 года.
В 1927 году тайно вступил в Коммунистическую партию Китая (КПК) и вскоре выехал на учёбу в СССР. В 1927 — 1930 годах обучался в Москве в Институте имени Сунь Ятсена. В Москве вступил в университетскую «фракцию» КПК, за что получил затем партийное взыскание за «фракционизим». Вернулся на родину в 1930 году, преподавал в колледже в Пекине, занимался партийной и пропагандистской работой в провинции Фуцзянь и Северном Китае, был редактором партийных изданий. Был арестован, в 1931 — 1932 годах сидел в гоминьдановской тюрьме, несмотря на ходатайства генерала Чжан Чжэня о его освобождении. После освобождения вел подпольную пропагандистскую работу в Тяньцзине, одновременно занимаясь преподаванием истории и философии на литературном факультете Пекинского университета.
В 1937 году Чэнь Бода перебрался на главную «революционную базу» КПК в Яньань. Там он начинает преподавать философию в Центральной партийной школе КПК (директором школы был Кан Шэн) и быстро выдвигается в ведущие теоретики партии. Стал одним из создателей открытого 5 мая 1938 года в Яньани Института марксизма-ленинизма (директор — Чжан Вэньтянь). Преподавал в институте историю, марксистско-ленинские знания и философию. Работал в ЦК КПК лектором Центральной партийной школы, был руководителем китайского исследовательского бюро. Публиковал статьи по теории марксизма-ленинизма. В 1939 году по рекомендации Чжан Вэньтяня Мао Цзэдун сделал Чэнь Бода своим политическим секретарем.
В 1942 году Чэнь Бода выдвинулся во время «кампании по упорядочению стиля» — «Чжэнфын» и вскоре стал отвечать за службу новостей и рабочую пропаганду.
В апреле 1945 года на VII съезде КПК Чэнь Бода был избран кандидатом в члены ЦК КПК. После разгрома Японии выполнял партийные задания в Гонконге. В 1946 году стал членом ЦК КПК 7-го созыва.
В 1947 году издал книгу «Четыре семейства Китая» с критикой Гоминьдана (она до сих пор считается в Китае одним из ценных исторических источников).

### Карьера после основания КНР
В октябре 1949 года Чэнь Бода был назначен заместителем заведующего Отделом пропаганды ЦК КПК, заместителем директора Института марксизма-ленинизма в Пекине. Также стал (до октября 1954 года) заместителем Председателя комитета по вопросам культуры и образования Государственного административного совета КНР. Участвовал в создании Академии наук КНР — с 1949 года — вице президент Академии наук КНР, доктор наук. Сопровождал Мао Цзэдуна во время его поездки в Москву на переговоры по китайско-советскому договору о дружбе (декабрь 1949 — февраль 1950 года). Во время этой поездки стал известен тем, что во время показа в Большом театре балета Р. М. Глиэра о китайской революции «Красный мак», был возмущен неверными, по его мнению, трактовками и намеревался демонстративно покинуть зал. Советским представителям удалось избежать скандала, а балет переименовали в «Красный цветок».
В начале 1950-х годов Чэнь Бода становится ведущим специалистом по теоретическому наследию Мао Цзэдуна. В 1951 году выходят статья Чэнь Бода «Теория китайской революции Мао Цзэдуна — сплав марксизма-ленинизма с китайской революцией» и книга «Мао Цзэдун о китайской революции».
В июне 1955 года Чэнь Бода стал членом отделения философских и общественных наук Академии Наук Китая. В июле 1955 года оставил пост заместителя заведующего Отделом пропаганды ЦК КПК. Когда Мао Цзэдун предложил на совещании ЦК КПК создать научно-исследовательский кабинет для «политических исследований», его руководителем был назначен Чэнь Бода.
С 1956 года кандидат в члены Политбюро ЦК КПК.
В мае 1958 года, на Второй сессии VIII съезда КПК был назначен главным редактором учрежденного съездом идеологического журнала «Хунци» («Красное знамя»). На Лушаньском пленуме ЦК КПК 1959 года Мао Цзэдун использовал Чэнь Бода как главного критика оппозиции во главе с маршалом Пэн Дэхуаем. Как теоретик Чэнь Бода поддерживал, в частности, популярную в окружении Мао Цзэдуна теорию перехода к коммунизму путём уничтожения бюрократии.

### Роль в Культурной революции
В апреле 1966 года на заседании Секретариата ЦК КПК Чэнь Бода вместе с Кан Шэном выступили с резкой критикой кандидата в члены Политбюро ЦК КПК, мэра Пекина Пэн Чжэня, что стало фактическим началом «Культурной революции». 16 апреля 1966 года Чэнь Бода был назначен руководителем реорганизованной Группы по делам Культурной революции при ЦК КПК (ГКР), полномочия которой постоянно расширялись. Его первым заместителем была назначена жена Мао Цзэдуна Цзян Цин, одним из двух советников — Кан Шэн. В этот период ГКР при негласной поддержке армии занималась подготовкой и организацией движения хунвэйбинов в учебных заведениях страны. 1 июня 1966 года по указанию Мао Цзэдуна Чэнь Бода опубликовал статью «Выметем всех монстров и демонов!», ставшую сигналом к массовому движению хунвэйбинов. Однако летом, в отсутствие Мао Цзэдуна, движение хунвэйбинов столкнулось с противодействием со стороны партийного руководства — Лю Шаоци и генеральный секретарь ЦК КПК Дэн Сяопин для наведения порядка направили в учебные заведения «рабочие группы». В июле 1966 года, после того как был отправлен в отставку Лу Дини, Чэнь Бода стал также заведующим отделом пропаганды ЦК КПК.
По указанию Мао Цзэдуна вместе с Цзян Цин и Кан Шэном он был направлен в Пекинский университет для организации противодействия «рабочим группам». Через несколько дней выступившие против хунвэйбинов «рабочие группы» были распущены и Культурная революция стала набирать обороты. 12 августа 1966 года на XI пленуме ЦК КПК 8-го созыва Чэнь Бода стал членом Политбюро и Постоянного Комитета Политбюро ЦК КПК. В октябре 1966 года он выступил на рабочем совещании ЦК КПК с докладом «Две линии в великой пролетарской культурной революции», в котором выступил против Лю Шаоци и Дэн Сяопина и указывал, что большинство парткомов все ещё сопротивляются Культурной революции.
18 января 1967 года газета «Дунфанхун» опубликовала речь Чэнь Бода перед представителями помышленных и рудодобывающих предприятий. В ней руководитель ГКР подводил итоги первых месяцев «Культурной революции». Чэнь Бода говорил: 
«Уже с самого начала великая пролетарская культурная революция фактически являлась борьбой за власть…В течение полугода великая пролетарская культурная революция провела идеологическую подготовку масс к захвату власти. Борьба за взятие власти нарастала в процессе её развития… Под руководством Председателя Мао мы… непременно успешно проведем борьбу за власть». Чэнь Бода говорил, что происходящая «китайская революция — это продолжение Октябрьской революции» (в России), но «опыт октябрьской революции не является всеобъемлющим» и «во многих отношениях он не очень полон» .
.

В январе 1967 года вместе с Линь Бяо Чэнь Бода поддержал смещение властей Шанхая и создание «Шанхайской коммуны». Как руководитель ГКР, Чэнь Бода успевал участвовать в массе совещаний и митингов хунвэйбинов, совершал поездки по стране, участвовал в отстранении местных властей и передаче власти в провинциях Революционным комитетам. В своих выступлениях он призвал к углублению и расширению Культурной революции вплоть до полной победы «идей Мао». Примером риторики Чэнь Бода может быть одно из его выступлений в марте 1967 года. Он говорил: 
«Наши враги, эта нечисть, эти хамелеоны, меняющие свой цвет, эти пресмыкающиеся, — все они уберутся к чертям. Ни один из этих негодяев не скроется от ока великого учителя, председателя Мао!» .
В ноябре 1967 года как глава ГКР Чэнь Бода был назначен руководителем комиссии по разработке нового Устава КПК. Тремя другими ответственными за разработку Устава в составе Группы стали Кан Шэн, Чжан Чуньцяо и Яо Вэньюань. Уже через неделю они опубликовали готовый проект Устава в издании хунвэйбинов «Дунфанхун». В проекте говорилось — «Современный мир вступил в новую эпоху, эпоху, знаменем которой являются идеи Мао Цзэдуна» . 27 марта 1968 года Чэнь Бода выступил на стотысячном митинге на стадионе «Рабочий» с осуждением армейского руководства во главе с и. о. начальника Генерального штаба НОАК Ян Чэну, политкомиссаром ВВС Юй Лицзином и командующим пекинским гарнизоном Фу Чунби. В своей речи он подвел итоги двух лет «великой пролетарской культурной революции» и выделил в её истории «пять великих боевых битв». Первой битвой он считал устранение Пэн Чжэня, Ян Шанкуня, Лу Дини, и Ло Жуйцина, второй — устранение Лю Шаоци, Дэн Сяопина и Тао Чжу, третьей — разгром «февральского регрессивного течения» 1967 года Чжу Дэ, Чэнь И, Е Цзяньина и других, четвёртой — уничтожение Вань Ли, Гуань Фэна и Ци Бэнюя. Происходившее «разоблачение» командования армии — «мартовский взрыв» — Чэнь Бода считал «пятой битвой». На следующий день Ян Чэну был снят со всех постов . Ночью 28 июля 1968 года принял участие во встрече руководства страны с вождями хунвэйбинов, во время которой было принято решение о реформировании хунвэйбинского движения и переносе культурной революции в сельские районы. В октябре 1968 года решением XII расширенного пленума ЦК КПК стал одним из 14 членов созданного для управления КНР «Пролетарского штаба». Совместно с Линь Бяо написал текст политического доклада X съезду КПК, а затем выступил во время его обсуждения на съезде. 24 апреля 1969 года на XII пленуме ЦК КПК после X съезда КПК Чэнь Бода был вновь избран членом Постоянного комитета Политбюро ЦК КПК.

### Падение
В марте 1970 года Мао Цзэдун принял решение о пересмотре Конституции КНР и высказался за упразднение поста Председателя КНР. Чэнь Бода вместе с Линь Бяо выступил за сохранение этого поста. Чэнь Бода занимался разработкой проекта новой Конституции, в которой была законодательно закреплена роль Линь Бяо как преемника Мао Цзэдуна. В августе 1970 года на Лушаньском пленуме (II Пленум ЦК КПК 9-го созыва) Чэнь Бода вновь попытался сохранить этот пост для Линь Бяо. 31 августа Мао написал документ «Моё мнение» против Чэнь Бода, обвинив его в том, что он «осуществил внезапную атаку, занимался провокационной деятельностью». После этого по решению ЦК КПК в стране развернулась кампания «критики Чэнь Бода и упорядочения стиля», было объявлено о начале расследования против него, 16 ноября 1970 года ЦК КПК издал «Указания по вопросу об антипартийной деятельности Чэнь Бода», где он назывался «лжемарксистом», «карьеристом», «интриганом» и «антипартийным элементом». Чэнь Бода окончательно исчез с политической арены в марте 1971 года — он был арестован и отправлен в тюрьму. Китайская пресса называла его «твердолобым последователем Линь Бяо». Подвергался критике в ходе кампании осуждения Линь Бяо и Конфуция, так как считал Конфуция своего рода прародителем «Культурной революции». В августе 1973 года XI съезд КПК вновь осудил Чэнь Бода и Линь Бяо. На устроенном после смерти Мао Цзэдуна процессе по делу Линь Бяо и «Банды четырёх» 20 ноября — 29 декабря 1980 года Чэнь Бода был приговорен к 18 годам тюремного заключения. В 1988 году был освобожден по состоянию здоровья.
В одном из интервью утверждал, что через две недели после создания ГКР заболел и не руководил событиями.
Скончался 20 сентября 1989 года в Пекине.

## Сочинения
- Чэнь Бода. Четыре семейства Китая. / Пер. с кит. — М., 1948. — 223 с.
- Чэнь Бода. Чан Кайши — враг китайского народа. — Пер. Б. Исаенко, И. Меньшаков. — М., 1950. — 300 с.
- Чэнь Бо-да. Идеи Мао Цзэ-дуна — соединение марксизма-ленинизма с китайской революцией. — Пекин, 1951.
- Очерк земельной ренты в Китае : [Арендные отношения в сельском хозяйстве гоминдановского Китая] / Перевод с кит. Д. Н. Зильберг ; Под ред. и предисл. Е. Ф. Ковалева. — М. : Изд-во иностр. лит., 1952. — 111 с.